# Katze (Schwarza)

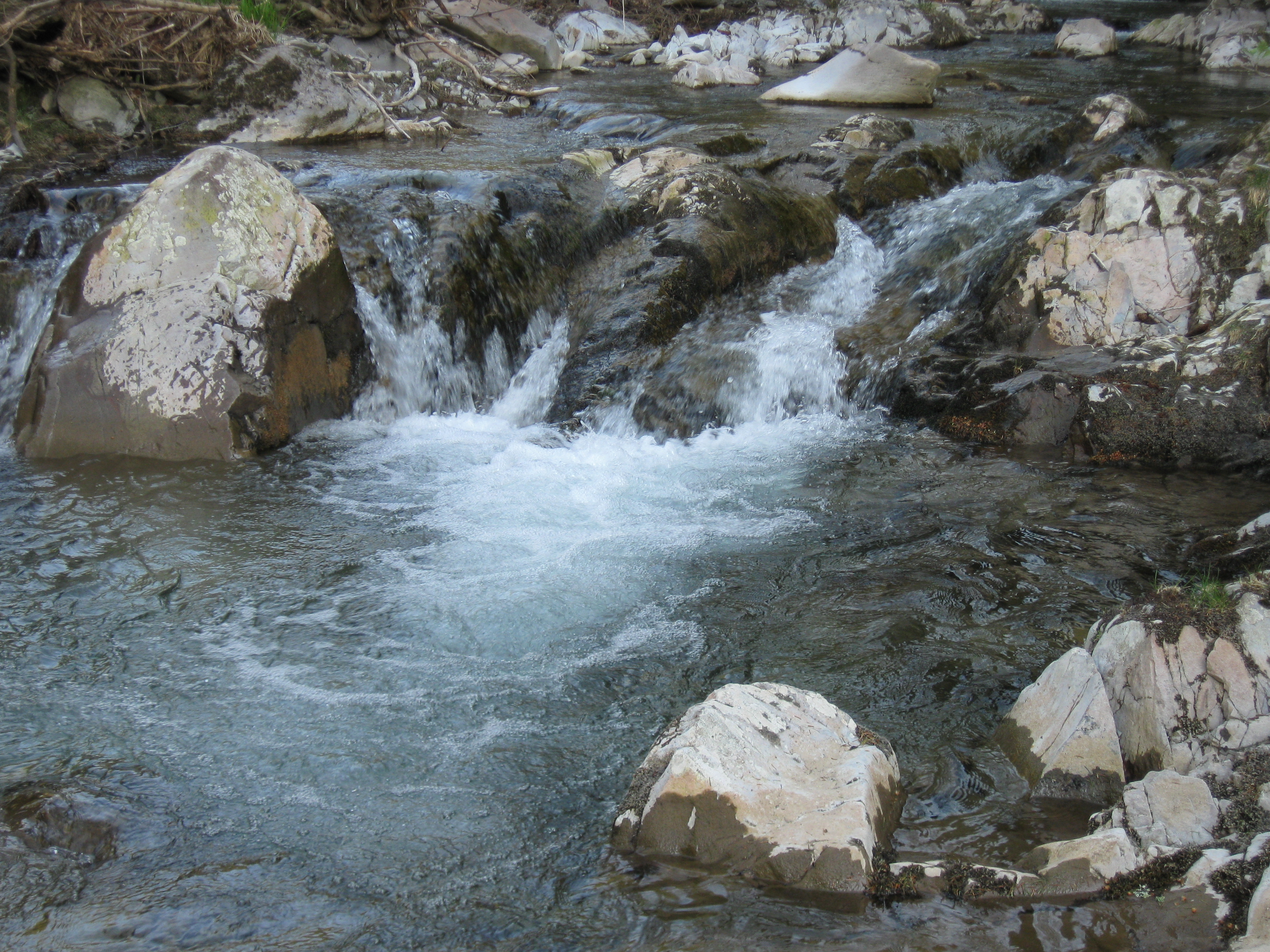
Flussbett der Katze

Die Katze ist der wasserreichste Nebenfluss der oberen Schwarza im Thüringer Schiefergebirge. Der größte Teil des Gebirgsstockes zwischen Katzhütte, Scheibe-Alsbach und Neuhaus am Rennweg, das Wurzelbergmassiv, wird von ihr entwässert.

## Entstehung und Verlauf
Der Fluss Katze entsteht durch Vereinigung von Großem Wulstbach und Hölle an der unteren Wulst (ehemaliges Forsthaus).
Auf ihrem Weg bis zur Mündung in die Schwarza im Zentrum von Katzhütte nimmt sie einige kleine Bäche auf: von links Frauenbach und Reichenbach, von rechts Apelsbach und Bärentiegel. Dazu kommen weitere kleine Rinnsale und Quellen, die nicht ständig fließen oder ganzjährig nur wenig Wasser führen.

## Namensgebung
Im Jahre 1566 wurde im Rosenthal, an der Mündung der Katze in die Schwarza, eine Saigerhütte errichtet. Die Hütte an der Katze war später Namensgeber für das Dorf Katzhütte. Der Name des Flusses Katze geht auf das wendische „Kaza“ zurück und bedeutet: wild, reißend, verwüstend. Alternative Etymologien sehen einen Zusammenhang mit dem indogermanischen *Kat- für 'Graben'.

## Brücken
Da sich der etwa 5 km lange Flusslauf mehrfach von einer Talseite auf die andere windet, überspannen
zahlreiche Brücken den Fluss.
Straßenbrücken

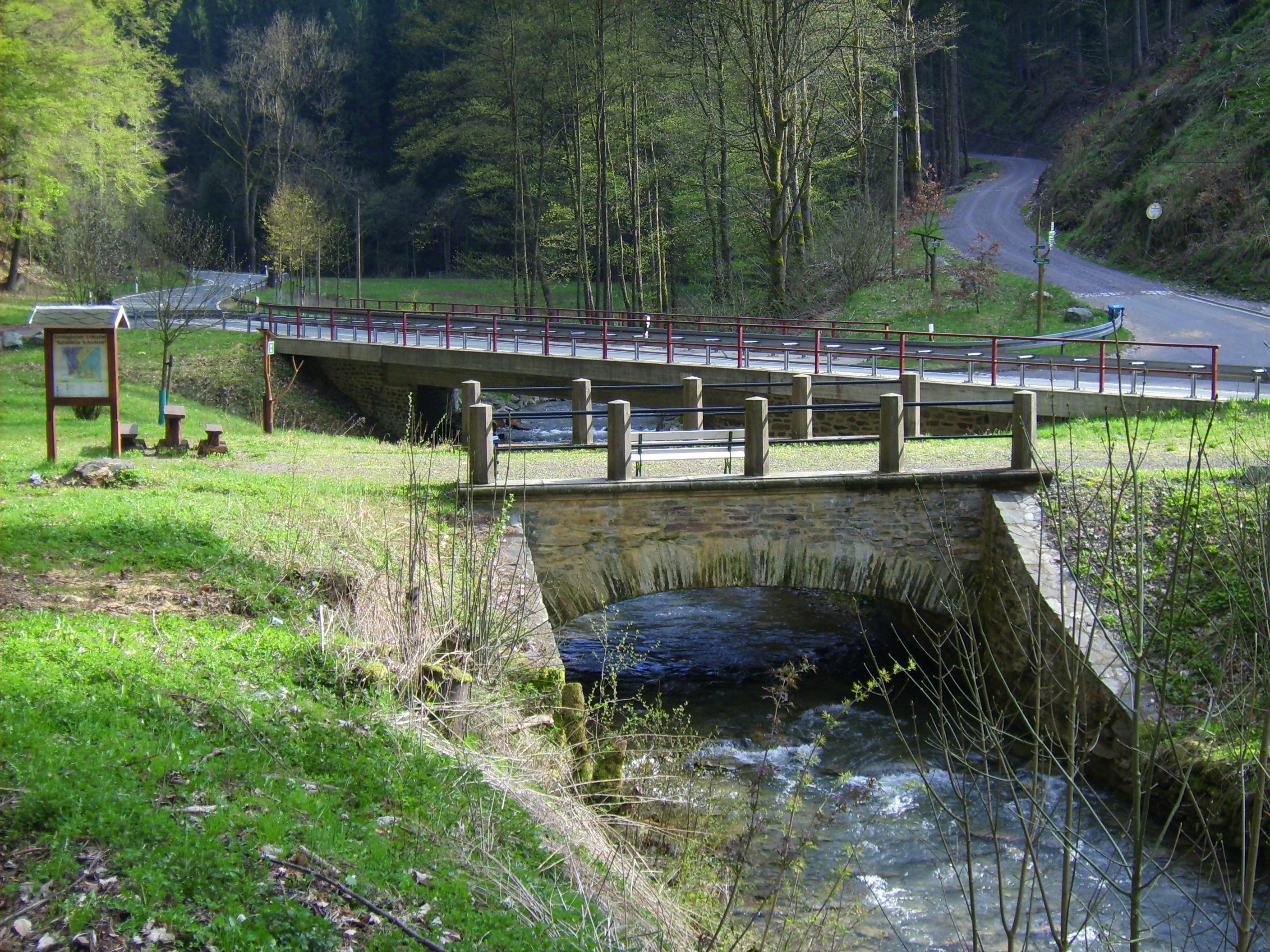
Dritte Brücke in der Neuhäuser Straße

1. Brücke wenige Meter vor der Mündung der Katze in die Schwarza; Die Bahnhofstraße verläuft über diese Brücke. Über alle anderen Brücken führt die Neuhäuser Straße.
2. Brücke hinter der „Mühle“; Sie wurde 1997 neu gebaut.
3. Brücke am „Schützenhof“; Neubau im Jahr 1998
4. Brücke hinter dem Ortsausgang, im Volksmund „Dritte Brücke“ genannt. Es ist die dritte Brücke in der Neuhäuser Straße. Um dem anwachsenden Verkehr Rechnung zu tragen, wurde 1994 dort eine neue Straßenbrücke gebaut. Die alte steinerne Rundbogenbrücke steht unter Denkmalschutz und ist im gleichen Zeitraum nach alten Bildern wieder hergestellt worden.
5. Brücke an der Mündung des Apelsbaches in die Katze, im Volksmund „Vierte Brücke“ genannt.
6. Brücke an der unteren Wulst; Sie ist Mitte der 1950er Jahre gebaut worden und seit 2013 wegen Baufälligkeit nur einseitig befahrbar.
Forstbrücken
Brücke zum Frauenbachtal; Sie dient der forstwirtschaftlichen Erschließung der Wälder an den Berghängen des Frauenbachtales.
Brücken zu Wohngrundstücken

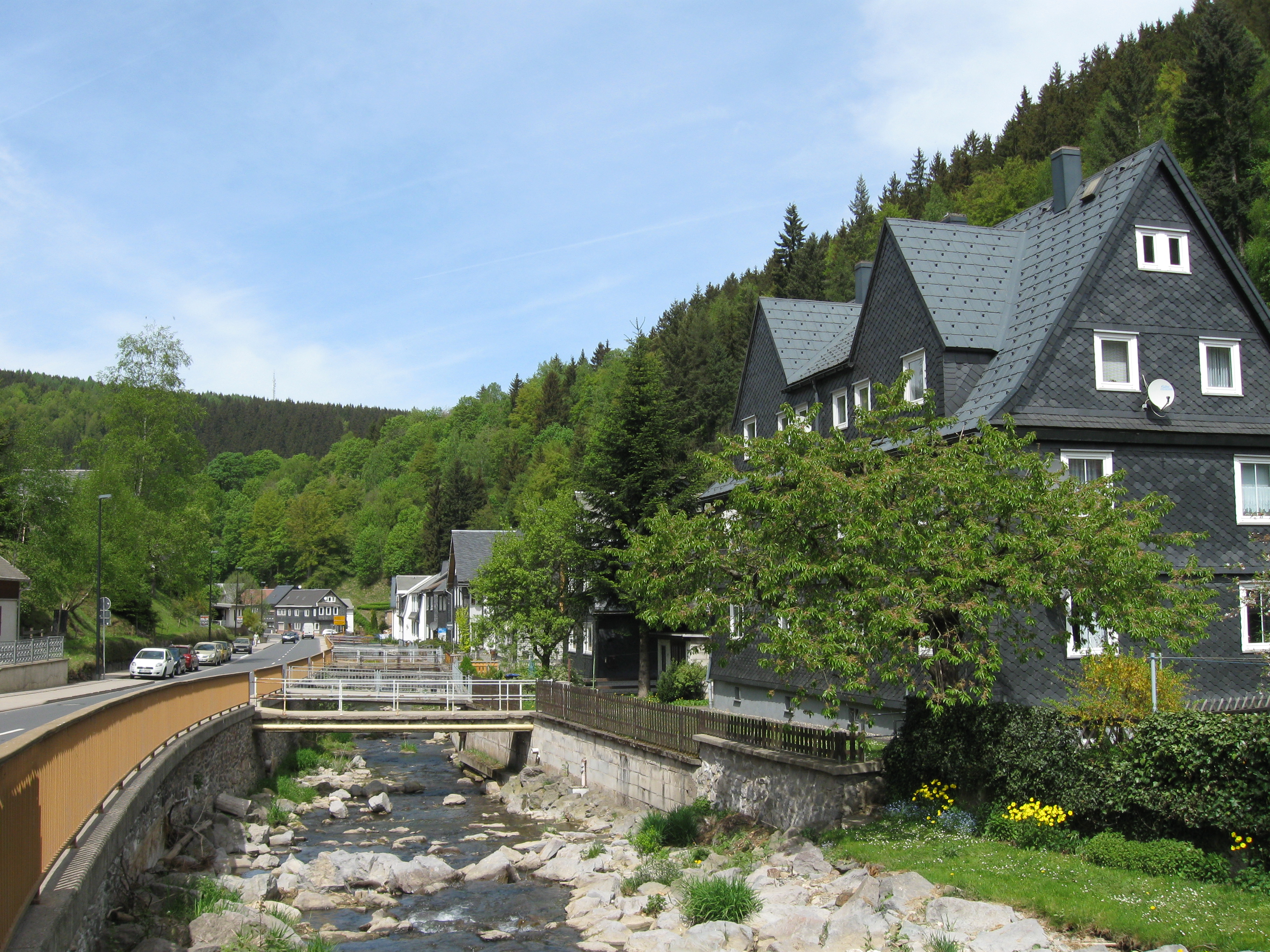
Brücken über die Katze

Auf Grund der Enge des Katzetales ist an manchen Stellen der Neuhäuser Straße die Wohnbebauung nur an einer Seite möglich. Deshalb hat sich jeder Eigentümer eines Wohngrundstückes im Abschnitt zwischen Schule und Grünertsgasse selbst eine Brücke über die Katze als einzigen Zugang zum Grundstück gebaut. Auf einer Straßenlänge von 290 m gibt es 17 Brücken, die in den meisten Fällen auch mit einem PKW befahren werden können.

## Wirtschaftliche Nutzung in früheren Zeiten

### Schneidemühlen
Die Wasserkraft der Katze und ihrer Zuflüsse nutzte man jahrhundertelang, um Mühlräder anzutreiben. Der Holzreichtum im Einzugsgebiet dieses Flusses führte zum Bau von insgesamt 9 Schneidemühlen.
- Obere Wulstschneidemühle unterhalb von Neuhaus am Rennweg
- Untere Wulstschneidemühle am Zusammenfluss von Großem Wulstbach und Hölle
- Schneidemühle an der Topfbreche am Apelsbach
- Frauenbachschneidemühle an der Einmündung des Frauenbach in die Katze
- Schneidemühle im Frauenbachtal (Schneidemühlentiegel)
- Schneidemühle am oberen Frauenbach
- Bärentiegelsmühle an der Katze
- Reichenbachschneidemühle
- Voigt’sche Mühle im Ortsteil Mühle an der Katze. Diese war zunächst eine Mahlmühle und wurde später zu einer Schneidemühle umgebaut

### Scheitholzflößerei
Die forstwirtschaftliche Nutzung der Wälder von Wurzelberg und Lindig begann bereits im 13. Jahrhundert. Da es damals noch keine festen Straßen und Wege gab, nutzte man die Flüsse, um Holzscheite talabwärts zu transportieren. Die Flößerei war nur möglich, wenn die Flüsse Hochwasser führten. Außerdem wurden an den Zuflüssen zur Katze Floßteiche angelegt, deren Dämme bei Bedarf geöffnet werden konnten, um mit dieser Wasserreserve die Hochwasserzeit zu verlängern. Dazu gehörten Wulstteich, Schellertsteich, Höllenteich, Mittelbacher Teich, Jungfrau-, Altfrau- und Reichenbachteich sowie 2 Apelsbachteiche. Im Jahr 1873 fand die Scheitholzflößerei ihr Ende.

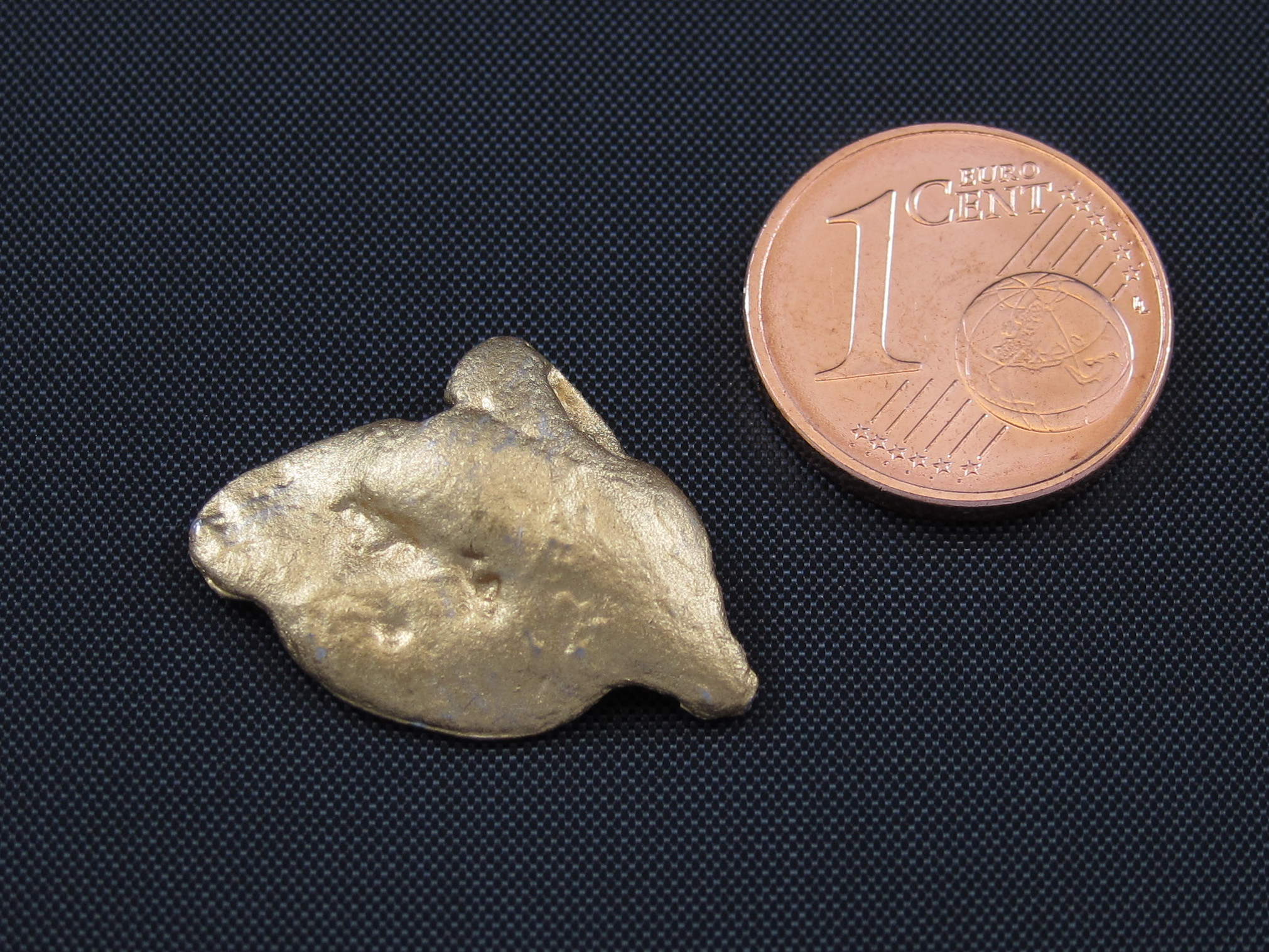
Nuggetfund 2004 in der Katze

## Besonderheiten
- Besonderes Glück hatte ein Rentner aus Katzhütte, als er am 4. April 2004 beim Durchqueren der Katze an einer Furt ein 9,64 g schweres Nugget aus echtem Gold fand. Daraufhin wurde an der Fundstelle ein Goldwaschplatz eingerichtet. Mehrmals jährlich werden Goldwaschveranstaltungen organisiert, damit Hobby-Goldwäscher ihr Glück versuchen können. Außerhalb dieser Termine ist das Goldwaschen in der Katze aus Gründen des Naturschutzes verboten.

- Von 1989 bis 1994 entstand der Katzestollen, damit Wasser aus der Katze in die Talsperre Leibis-Lichte geleitet werden konnte. Wehranlage und Einlaufbauwerk befinden sich unterhalb vom Bärentiegel, etwa 1 km vom Ortsausgang Katzhütte in Richtung Neuhaus am Rennweg.